# آخرین بادافزار
آخرین بادافزار (به انگلیسی: The Last Airbender) یک فیلم اکشن ماجراجویی فانتزی آمریکایی به نویسندگی، تهیه‌کنندگی و کارگردانی ام. نایت شامالان است. این فیلم بر اساس فصل اول مجموعه پویانمایی شبکهٔ نیکلودئون با عنوان آواتار: آخرین بادافزار ساخته شده است. در این فیلم بازیگرانی همچون نوآه رینگر، نیکولا پلتز، دو پتل، شان توب، کاترین هوتن و جکسون رادبون ایفای نقش می‌کنند.
نخستین نمایش فیلم آخرین بادافزار در ۳۰ ژوئن ۲۰۱۰، در نیویورک بود و سپس توسط پارامونت پیکچرز در تاریخ ۱ ژوئیه ۲۰۱۰ در دیگر مناطق اکران شد.

## خلاصه داستان
چهار ملت هر کدام با یک نشانه با سرنوشتی مشترک. ملت‌های آب، خاک، باد و آتش.
حدود صد سال پیش (با توجه به زمان فیلم) مردم در خوشی زندگی می‌کردند و همه چیز بر وفق مراد بود. قهرمانان و افرادی وجود داشتند که هر چهار عنصر را کنترل می‌کردند و از ارواح برای ثبات دنیا کمک می‌گرفتند، تا اینکه آواتار ناپدید می‌شود.
اکنون جنگ بین ملت‌ها به مرحله سختی کشیده شده است. ملت آتش برای قدرت‌نمایی و تسلط بر همهٔ ملت‌ها و شهرها و.. دست به کارهای وحشتناکی می‌زند و بعد قهرمانانی ظهور می‌کنند که تقدیرشان تغییر سرنوشت این جنگ است. آواتار بر می‌گردد ولی هر چهار عنصر را آموزش ندیده و فقط به یک عنصر باد دسترسی دارد. او با دوستانش به دنبال آموزش عناصر چهارگانه می‌رود.

## شرح داستان
صد سال از زمانی که ملت آتش به سایر ملت‌ها—هوا، آب و خاک—اعلان جنگ کرد گذشته است؛ جنگی برای سلطه بر جهان. سوکا و خواهر کوچک‌ترش کاتارا که در قبیلهٔ آب جنوبی زندگی می‌کنند، به یک کوه یخی عجیب برخورد می‌کنند. با شکستن کوه یخ، پرتوی نوری از آن ساطع می‌شود و پسربچه‌ای ۱۲ ساله به نام آنگ همراه با بایسن پرنده‌اش آپا از آن آزاد می‌شود.
زوکو، شاهزادهٔ رانده‌شدهٔ ملت آتش، با دیدن نور آزادسازی آنگ، به قبیلهٔ آب جنوبی می‌آید و از ساکنان می‌خواهد آواتار را تحویل دهند—یگانه فردی که توانایی «افزاریابی» یا کنترل هر چهار عنصر را دارد. آنگ برای نجات روستا تسلیم می‌شود، اما از کشتی ملت آتش می‌گریزد و همراه با کمک کاتارا و سوکا به آپا می‌رسد. این سه‌نفر به معبد جنوبی هوا، زادگاه آنگ، سفر می‌کنند؛ جایی که آنگ درمی‌یابد یک قرن در کوه یخ بوده و ملت آتش همهٔ بادگردها از جمله راهب نگهبانش گیاتسو را نابود کرده‌اند. آنگ در اندوه فرومی‌رود و وارد «حالت آواتار» می‌شود و در دنیای ارواح با اژدهای روح مواجه می‌گردد. التماس‌های کاتارا او را به دنیای واقعی بازمی‌گرداند.
آنان به روستایی در سرزمین خاک می‌رسند که تحت اشغال ملت آتش است. پس از دستگیری و زندانی‌شدن، شورشی را برپا می‌کنند و سربازان اشغالگر را شکست می‌دهند. آنگ به دوستانش می‌گوید تنها بر افزاریابی هوا مسلط است و باید سه عنصر دیگر را بیاموزد. گروه به قبیلهٔ آب شمالی رهسپار می‌شود تا آنگ افزاریابی آب را بیاموزد.
در مسیر، هنگام توقفی در معبد هوای شمالی، آنگ از سوی روستایی‌ای خیانت‌دیده و توسط تیراندازان ملت آتش به فرماندهی فرمانده ژائو اسیر می‌شود. اما نقاب‌داری به نام «روح آبی» به کمک او می‌آید و او را آزاد می‌کند. ژائو پی می‌برد که زوکو همان روح آبی است و با شلیک تیرکمانی او را بیهوش می‌کند، ولی آنگ با مهارت‌هایش فرار کرده و زوکو را با خود می‌برد. آنگ تا صبح مراقب زوکو می‌ماند و سپس به کاتارا و سوکا می‌پیوندد. ژائو بار دیگر می‌کوشد زوکو را با منفجر کردن کشتی‌اش بکشد، اما زوکو پنهانی جان سالم به در می‌برد و سوار کشتی ژائو می‌شود.
پس از رسیدن، آنگ و همراهانش مورد استقبال مردم قبیلهٔ آب شمالی قرار می‌گیرند و استاد افزاریابی آب، پاکو، به آموزش آنگ و کاتارا می‌پردازد. ملت آتش می‌رسد و ژائو حمله را آغاز می‌کند، در حالی‌که زوکو نیز جست‌وجوی مستقل خود برای یافتن آواتار را ادامه می‌دهد. زوکو پس از شکست دادن کاتارا، آنگ را اسیر می‌کند، اما آنگ دوباره وارد حالت آواتار شده و از اژدهای روح برای شکست ملت آتش کمک می‌طلبد. اژدها به او توصیه می‌کند که «از اقیانوس بهره بگیر و قدرت آب را نشان بده.»
آنگ به بدن خود بازمی‌گردد و با زوکو می‌جنگد تا اینکه کاتارا زوکو را در یخ به دام می‌اندازد و به نبرد می‌پیوندد. عموی زوکو، آیرو، به همراه ژائو به غاری مقدس می‌روند و ژائو روح ماه را می‌رباید. با وجود التماس‌های آیرو، ژائو روح ماه را می‌کشد تا توانایی افزاریابی آب را از بقیه بگیرد. آیرو خشمگین از این بی‌حرمتی، مهارت آتش‌افزاری‌اش را آشکار می‌سازد و ژائو و همراهانش را می‌ترساند. شاهدخت یوئه جان خود را فدای احیای روح ماه می‌کند. ژائو که متوجه زنده‌بودن زوکو شده، با او روبه‌رو می‌شود، اما آیرو زوکو را از جنگ بازمی‌دارد و ژائو به‌دست افزاریابان آب غرق می‌شود. آنگ با به‌یاد آوردن زندگی پیش از یخبندان، به حالت آواتار می‌رود و اقیانوس را به دیواری غول‌پیکر بدل کرده و ملت آتش را عقب می‌راند.
پدر زوکو، ارباب آتش اوزای، از شکست آگاه می‌شود و دخترش آزولا را مأمور می‌کند تا نگذارد آواتار به افزاریابی خاک و آتش دست یابد.

## بازیگران
- نوآه رینگر در نقش آنگ
- دو پتل در نقش شاهزاده زوکو
- نیکولا پلتز در نقش کاتارا
- جکسون رادبون در نقش ساکا
- شان توب در نقش ژنرال آیرو
- آصف مندوی در نقش فرمانده ژائو
- سیچل گابریل در نقش شاهزاده یوئه
- کلیف کرتیس در نقش پادشاه اوزای
- سامر بیشیل در نقش شاهزاده آزولا
- فرانسیس گوینان[۵] در نقش استاد پاکو
- رندل دوک کیم در نقش پیرمرد در معبد
- آیزاک جین سوستین[۶] در نقش هارو
- کیانگ سیم[۷] در نقش تایرو
- جان نوبل در نقش صدای روح اژدها
- کاترین هوتن در نقش کانا (گرن گرن)
- دیمون گاپتون[۸] در نقش راهب گیاتسو